# Новий тайванський долар
Новий тайванський долар (кит. трад. 新臺幣, спр. 新台币, піньїнь: Xīntáibì, акад. сіньтайбі; код: TWD, символ: $ або NT$) — офіційна валюта Республіки Китай (Тайваню) з 1949 року. Спочатку видавався Банком Тайваню, а з 2000 року їх видає Центральний банк Китайської Республіки. В обігу перебувають монети номіналом ½, 1, 5, 10, 20 та 50 нових тайванських доларів і банкноти 100, 200, 500, 1000 та 2000 нових тайванських доларів. Як і всі долари, своїм символом має $, але за потреби вирізнити від інших доларових валют використовується символ NT$. За даними Банку міжнародних розрахунків, новий тайванський долар входить в топ-20 найпоширеніших за часткою торгівлі валют у світі.

## Етимологія
Китайський термін «Новий тайванський долар» (кит. 新台币, буквально «нова тайванська валюта»), як правило, використовується тільки для банківських та правових договорів, щоб уникнути будь-якої можливої двозначності, або, якщо йде мова про іноземні валюти. На Тайвані використовується термін юань (元 або 圓), або квай (錢). Причому термін "юань" широко використовується при написанні, а "квай" в розмові.

## Історія
Новий тайванський долар вперше був виданий Банком Республіки Китай (Тайвань) 15 червня 1949 року, замінивши Старий тайванський долар у співвідношенні 40,000 до 1. Причиною заміни була боротьба з інфляцією, що охопила країну після громадянської війни.
Після захоплення Пекіну комуністами у січні 1949 року націоналісти почали відступати на Тайвань. Тоді уряд оголосив у Тимчасових положеннях, що діяли в період комуністичного повстання, що долари, випущені Банком Тайваню, стануть новою валютою в обігу.

## Валютний курс
Станом на , валютний курс нового тайванського долара (за даними МВФ, ЄЦБ та НБУ) становить  нового тайванського долара за 1 долар США,  за 1 євро та  за 1 гривню ( гривні за 1 новий тайванський долар).

Графік валютного курсу відносно долара США (к-сть TWD за один USD)